# Shichinintai
Los Shichi'nintai (七人隊 Banda de los Siete Hombres), conocidos en España como Los Shichinintai y en Latinoamérica como Los Siete Guerreros son 7 asesinos en la serie de manga y anime Inuyasha.

## Información General
Los Shichi'nintai eran conocidos como el escuadrón más peligroso de su época, trabajaban para los señores feudales por grandes cantidades de dinero para hacer trabajos sucios como matar gente (verdaderas masacres). Más tarde su popularidad les hizo parecer una amenaza para los propios señores feudales, los cuales se aliaron y les prepararon una emboscada donde fueron degollados.
Muchos años más tarde Naraku los resucita con ayuda de los fragmentos de Shikon, para que aniquilen a Inuyasha y sus amigos. Este grupo consta de siete miembros:

## Bankotsu
Bankotsu (蛮骨?) es el líder del escuadrón, por ser el más poderoso de todos y por ello se le refiere como el "hermano mayor" (大兄貴, ō-aniki). También es el más joven del grupo. Ban significa "bárbaro" y kotsu significa "huesos". Además puede traducirse como "moiles de vidas". Las marcas en su cara significan Juventud. Se parece a Ranma Saotome, protagonista principal de Ranma ½, con la diferencia de que tiene una estrella en la frente y su coleta es más larga que la de Ranma. Es extremadamente confiado, y pocas veces suele pensar lo que hace. Su arma es una poderosa alabarda llamada Banryu “Dragón Salvaje” (蛮竜). Él cerró el trato con Naraku de acabar con sus enemigos a cambio de un fragmento de Shikon para continuar con vida. Es muy leal con sus amigos y no tolera la traición. Prueba de ello es que él mata a Renkotsu al darse cuenta de que lo estaba traicionando al haber rematado a Jakotsu quitándole su fragmento , es por eso que va a vengar sus muertes. Muere usando su Bola de Odio contra Inuyasha, este usa su Bakuryuha (aunque normalmente no funciona contra ataques no demoníacos), pero Bankotsu cae en la cuenta de que su odio lo ha consumido, aparentemente Bankotsu no muere aquí, ya que se puede ver su cuerpo más adelante, aún con los fragmentos de la perla, que le son arrebatados por Naraku. Antes de morir consigue tener hasta 9 fragmentos de la Esfera de los cuatro espíritus. El pecado capital que lo representa es la soberbia.

### Habilidades
Bankotsu porta la alabarda Banryuu. Esta es una lista de sus ataques:
- Banryuusen (Banryūsen/Martillo Dragón) : Bankotsu puede usar este ataque casi idéntico al Kaze no Kizu (Viento Cortante) de Inuyasha excepto que es lila.
- Ryuuraisen (Ryūraisen/Trueno Dragón) : Bankotsu es capaz de invocar una tormenta de rayos y manipularlos creando un número de letales rayos eléctricos que casi matan a todos en la Isla Hijiri. El ataque no puede ser controlado totalmente, y golpea de forma aleatoria alrededor de Bankotsu. (Solo aparece en el anime).
- "Rayo de Calor" : En el Monte de las Ánimas (Mt. Hakurei) cuando Inuyasha y Bankotsu pelean por última vez Bankotsu usa una serie de bolas destellantes de fuego que queman todo lo que ven, incluso destruyen bastantes paredes de roca en la montaña.
- "Bola de Odio": El más poderoso de los ataques de Bankotsu. Es construida dentro de la alabarda combinada con el poder de dos fragmentos de Shikon dentro de Banryuu, la cual crea una enorme y poderosa bola en espiral de enojo y fuego. Sin embargo, este poderoso ataque resulta ser su caída: Inuyasha usa el Bakuryuha para destrozar a Banryuu y luego la Bola de Odio consume a Bankotsu. (Solo aparece en el anime).

## Kyokotsu
Kyōkotsu (凶骨?) es el primero de los siete en aparecer. Es un gigante con una sorprendente fuerza, devora todos los demonios que se interponen en su camino para incrementar su poder a cualquier precio. Kyō significa "oscuro" o "maligno" y kotsu significa "huesos". Las marcas en su cara significan Poder. Es el único miembro de los Shichinintai que no es humano. Aparece en las montañas muy cerca de los territorios de Ayame y atacando al Clan de los Hombres Lobo. El Gran Sabio y los demás lobos y Hombres lobo huyen de sus tierras en el norte por la presencia de un Ogro/Zombie gigante, los lobos son antes atacados por un grupo de demonios que habían huido de sus tierras a causa del ser maligno, el Comandante de los lobos se sacrifica para que su grupo pueda escapar y poco antes de morir advierte a Koga de la presencia de un ogro/zombie que ataca a su clan. Ayame y los demás lobos se encuentran con el grupo de Inuyasha y les explican los problemas que han tenido con el ser maligno que apareció en sus territorios. El Reverendo y su discípulo Shouji intentan exorcizar y purificar al ogro, pero al ver cómo devoraba a otro ogro de igual tamaño, el Reverendo salió huyendo junto a su discípulo. Kohaku va a las montañas para avisar a Kyokotsu que los seres con fragmentos ya se han acercado, por lo que piensa que su plan de adelantarse a sus hermanos dio frutos. Cuando Kohaku se marcha intenta arrebatarle su fragmento por sorpresa, pero Kohaku lo detiene, advirtiéndole no volver a hacerlo. Luego de esto se encuentra con el grupo de Koga y los ataca para robar sus fragmentos. Koga lo aturde con una patada en venganza por lo que hizo con la tribu de los lobos. Koga descubre que si bien puede estar conectado con Naraku no es otra de sus extensiones. Koga lo golpea y esquiva velozmente, pero Kyokotsu saca un arma de la tierra, con esta boleadora ataca a Koga desequilibrándolo con sus fuertes golpes en la tierra, pero Koga esquiva la mayoría de esos golpes y rompe la cadena, luego de esto le da una gran patada sobre el fragmento de su frente, luego de esto Koga gira su cabeza y piensa haberlo matado, pero Kyokotsu lo ataca por la espalda y comienza a golpearlo con su cadena, finalmente es eliminado por Koga, quien le arrebata el fragmento de Shikon de la frente, pero es recuperado por los Insectos de Naraku. Kyokotsu vuelve a ser un montón de huesos.
Kyōkotsu es el más débil de los siete, a pesar de su enorme tamaño y apariencia aterradora. Antes que Kōga pueda obtener su fragmento de la perla luego de eliminarlo, este cae y es tomado por uno de los Saimyōshō (insectos de Naraku) y dado a Bankotsu. Tiene gran estatura y fuerza. El pecado capital que lo representa es la Gula

## Jakotsu
Jakotsu (蛇骨?) destaca por su sadismo. Es el segundo más fuerte de su grupo. Le gusta divertirse peleando. Su arma es la Jakotsutou o Espada serpiente, la cual se estira formando varios sables con los que puede matar un batallón entero. Se siente atraído por Inuyasha y cada vez que lo ve desata una pelea con él.
Ja significa "serpiente" y kotsu significa "huesos". Las marcas en su cara representan los colmillos de una serpiente, además de significar Muerte. Le gusta Inuyasha pero en un capítulo expresa una atracción por el monje Miroku, odia a las mujeres (es misógino y evidentemente homosexual), es perverso y es muy cruel. Fue el primero en unirse a Bankotsu en el pasado para formar un escuadrón de guerra, por lo que le guarda una gran lealtad. Fue emboscado junto a sus camaradas en por el Terrateniente y el Capitán Samurai del Castillo del Norte y le cortaron el cuello sepultándolo en ese lugar, luego de eso la gente por temor construye un cenotafio en honor a ellos. Luego de su resurrección es el segundo en aparecer luego de Kyokotsu, le pregunta a Kohaku si Inuyasha es muy hombre y se dirige a buscarlo. 
Un ejército de la aldea cercana va a detenerlo al ser uno de los siete guerreros y dispara armas de fuego con la que hieren a Jakotsu, el guerrero mata al ejército con su espada. Inuyasha al sentir olor a sangre humana va a investigar junto a su grupo. Jakotsu ataca con su Espada Serpiente a Inuyasha, quien se defiende con Colmillo de Acero percatándose de lo extraño de la espada de su adversario. En esa batalla contra Jakotsu Inuyasha sólo puede escapar y evadir los golpes hasta que Sango llega a intervenir con su Hiraikotsu, salvando a Inuyasha. Jakotsu muy enfadado ataca a Sango y le corta el brazo por interferir en la batalla. Inmediatamente después Mukotsu interviene lanzando su veneno en batalla, por lo que ambos deben escapar. 
Luego Jakotsu acompaña a Mukotsu mientras prepara su veneno y es advertido por un Saimyosho de que Inuyasha se dirige a atacarlo dejando sin protección a sus camaradas. Shippo advierte a Inuyasha el peligro que corre Aome al ser secuestrada por Mukotsu, por lo que Inuyasha deja a Jakotsu solo por rescatar a Aome. Jakotsu sigue a Inuyasha hasta el escondite de Mukotsu y ve cómo Sesshomaru mata a su aliado, por lo que prefiere alejarse. Más adelante habla con Renkotsu en su templo, preguntándose por las intenciones de Naraku y se pone muy celoso, debido a que Ginkotsu ataca a Inuyasha y sus amigos. 
Mientras Inuyasha lucha en el templo contra Ginkotsu y Renkotsu, Jakotsu lucha con Koga, quien le pide información de Aome. Koga huye del combate y se dirige a buscar a Aome tras su batalla con Jakotsu. Luego aparece en la cueva de Renkotsu mientras éste reconstruye a Ginkotsu, Jakotsu aparece junto a Ginkotsu y Renkotsu en la aldea de Suikotsu, intentando acabar con la personalidad del médico que este tenía gracias al resplandor puro de su fragmento. Renkotsu manda a Jakotsu a recuperar a Suikotsu mientras ellos luchaban contra el grupo de Inuyasha. Jakotsu intenta convencer a Suikotsu de que es un guerrero y lo amenaza diciendo que si no lo recuerda lo tendría que matar, pero Kikyo protege al médico lanzando una de sus flechas. Yuuta y Chiyo llegan a la batalla para intentar rescatar a Suikotsu, Jakotsu intenta matarlos, pero Suikotsu los protege, despertando su personalidad guerrera al ser herido. El fragmento de Suikotsu es purificado gracias al poder del Monte de las Ánimas, así que Jakotsu y los demás escapan. Tras la batalla en la aldea de Suikotsu, los guerreros se reencuentran con Bankotsu quien planeaba una venganza contra el Terrateniente que les había dado muerte. Aquí Jakotsu mata a todas las mujeres del castillo y en la batalla que se desencadena en este lugar lucha contra Sango, lo que detesta profundamente debido a su misoginia. Luego de huir de esta batalla por tener una gran desventaja ante el grupo de Inuyasha, vuelven al monte de las ánimas y Jakotsu junto a Suikotsu deben acabar con Sesshomaru.
Jakotsu lucha contra Sesshomaru en un duelo de su espada serpiente contra Tokijin mientras Suikotsu intenta secuestrar a Lin, aunque la niña es protegida por Jaken. En esta batalla Sesshomaru se muestra muy superior a Jakotsu como espadachín y lo llama cadáver, lo que enfada mucho a Jakotsu. Jakotsu decide esperar a Suikotsu en su orfanato tras la batalla, ya que intuye que se convertirá en médico nuevamente y acierta, recuperando a Lin luego de que Suikotsu matara al anciano y la niña huyera. Suikotsu y Jakotsu van al Monte de las Ánimas, pero Sesshomaru ya los estaba esperando allí, así que Sesshomaru para derrotar a los Guerreros se hace inútil debido a la resistencia de éstos por los fragmentos. Kikyo ataca a Suikotsu, así que Jakotsu le quita el fragmento y huye. Jakotsu luego de esta batalla ataca a un ejército para conseguir ropa nueva, tras esto se encuentra con Bankotsu y le entrega el fragmento de Suikotsu, ambos muestran su mutuo respeto.
Jakotsu luego se encuentra a Renkotsu en el monte de las ánimas diciéndole que deberían pensar en un nuevo nombre para su alianza, ya que sólo quedan tres guerreros, por lo que Renkotsu cegado por la envidia y la codicia lo envía a luchar con Inuyasha quien había sido purificado transformándose en un completo humano, Jakotsu sigue a Inuyasha y comienza a luchar contra él, obligándolo a llorar. Debido a la enorme desventaja que tenía Inuyasha, éste sólo esquiva los ataques tratando de mantenerse vivo. Cuando Jakotsu está a punto de matar a Inuyasha, Miroku y Sango hacen que el Santo Hakushin huya del monte, disolviendo el campo, lo que libera a los Demonios del Monte de las Ánimas. Jakotsu comienza a matar una gran cantidad de demonios, pero al verse superado en número huye, Inuyasha recupera sus poderes y ataca a Jakotsu con su viento cortante, dejándolo gravemente herido, pero sin matarlo. Renkotsu toma el fragmento de Jakotsu y lo usa para luego luchar contra Bankotsu, siendo este el fin del guerrero de la espada serpiente.
Es odiado por guerreros como Inuyasha y Koga. Incomoda fácilmente a Kohaku. Como dato curioso, o no es muy inteligente o las matemáticas no se le dan.
Usa una espada serpiente que se parece a un machete el cual se extiende en varias hojas enlazadas que giran de maneras impredecibles. El pecado que le representa es la Lujuria

## Mukotsu
Mukotsu (霧骨?) es el gordo maestro del veneno, y es el tercero de los siete que Inuyasha y sus compañeros conocen. Mu significa "niebla" y kotsu significa "huesos". Las marcas en su cara significan Veneno. Es un hombre deforme que prepara venenos altamente peligrosos, a los cuales ha desarrollado una inmunidad total. Crea nubes tóxicas esparciendo el veneno con su boca. Aparece por primera vez lanzando veneno desde un árbol a Sango y Kirara, quienes estaban en busca de Kohaku.Durante la pelea de Jakotsu e Inuyasha, él interviene lanzándoles veneno. Inuyasha y Jakotsu huyen del humo venenoso y terminan la batalla. Luego Mukotsu es visto preparando veneno en medio del bosque, Jakotsu le recrimina haber interrumpido su batalla, un Saimyosho que le informa el paradero de Inuyasha a Jakotsu, quien vuelve a separarse de su hermano. Kagome y Shippo llegan al pozo de una pequeña aldea y descubren que hay un humo extraño en el ambiente y todas las personas del lugar están muertas. Mukotsu les lanza un veneno que paraliza a Kagome, pero no afecta a Shippo. Shippo para intentar proteger a Kagome le lanza su trompo gigante, pero Mukotsu levanta el velo de su cara y ataca a Shippo con su veneno contra demonios, dejándolo sin aire. Sango y Miroku llegan a rescatar a Kagome mientras Shippo aprovecha la oportunidad para ir a llamar a Inuyasha, Mukotsu ataca con uno de sus tubos con veneno a Sango y Miroku quienes logran escapar del veneno. Mukotsu se lleva a Kagome a su refugio para casarse con ella, ya que no había tenido éxito con las mujeres debido a su fealdad. Como Kagome seguía paralizada gracias al veneno, Mukotsu la obliga a bailar con él. Sango y Miroku llegan a rescatar nuevamente a Kagome, pero son detenidos por la gran cantidad de veneno de Mukotsu, que además tenía la cualidad de ingresar por la piel y por los ojos a diferencia de los demás. Kagome intenta quitarle el fragmento, pero no resulta, Mukotsu comienza a llorar y ahorcar a Kagome, quien lo rechaza, pero es atacado por Sesshomaru. Sesshomaru pregunta por Inuyasha y le pregunta a Mukotsu quién es él, Mukotsu se sorprende al ver que tenía aún más enemigos de los que le habían mencionado y que Sesshomaru lo había atacado sin saber quien era. Mukotsu sale de la casa y ataca a Sesshomaru con su humo venenoso, pero éste no se ve afectado. Mukotsu pide perdón y piedad, lo que utiliza como excusa para atacarlo con un veneno aún más fuerte, pero Sesshomaru sigue sin ser afectado, así que lo corta por la mitad con Tokijin. Los huesos de Mukotsu saltan lejos, donde uno de los insectos de Naraku recupera el fragmento.
Usa una variedad de venenos y ácidos tanto para atacar y debilitar a sus víctimas e inmovilizarlas como para protegerse a sí mismo. El pecado capital que lo representa es la Pereza.

## Suikotsu
Suikotsu (睡骨?) es uno de los siete guerreros que posee dos personalidades, una es la de un generoso doctor y la otra de un asesino despiadado sediento de sangre. Sui significa "durmiendo" y kotsu significa "huesos". 
Las marcas en su cara significan Furia, éstas aparecen solo cuando es el Suikotsu malvado. 
Utiliza para la batalla un par de shuko, neko-te tekagi, o garras afiladas en cada mano con unas hojas excepcionalmente largas con las que corta todo. Además posee una fuerza fenomenal, agilidad y habilidades en combate salvaje debido a su pasión única por la sangre. Tiene conflictos en su interior por la lucha constante de sus dos personalidades, el malvado Suikotsu tiende a emerger cuando es expuesto a un gran trato de violencia o sangre. La violenta personalidad emerge como resultado de una prolongada exposición a la guerra y a matar a los hombres en defensa propia. En el pasado era médico de una aldea que fue devastada por la guerra, se quedó salvando a una niña en vez de huir con los demás aldeanos, un Samurai mata a la niña y lo persigue, pero él lo mata con su bisturí, gracias a esto queda sorprendido al acabar con un ser humano a pesar de ser un médico y tener vicación de salvarlo. Tras el asesinato de ese hombre comenzó a oír la voz del Suikotsu guerrero, asesinando a cientos de personas, fue el tercer miembro guerrero en unirse a la banda, después de Jakotsu y su líder Bankotsu.
Es asesinado junto a los otros guerreros en el Castillo del Norte luego de una emboscada preparada por el terrateniente de ese castillo y dirigida por el Capitán Samurai del Castillo. Al momento de la llegada de Kagome a la época feudal Naraku revive a Bankotsu y este a sus hermanos, luego de ser revivido se va hacia el norte ya que es un lugar apartado de guerras y ser el médico de su aldea y cuidar a los niños del orfanato, Kikyo es atraída a la aldea por el resplandor puro del fragmento de su cuello y se queda en el orfanato para investigar a este hombre, descubriendo su personalidad gentil y su intolerancia a la sangre. Kagome descubre también el resplandor al pie del Monte de las Ánimas y se dirige junto al grupo de Inuyasha a la aldea. Inuyasha ataca a Suikotsu mientras éste recogía hierbas medicinales con Chiyo y Yuuta. 
Suikotsu, aún como doctor, aleja a los niños e intenta convencer a Inuyasha de no atacarlo, pero Inuyasha afirma que sólo está fingiendo se buena persona como ya lo había hecho Renkotsu. Ginkotsu ataca la aldea con sus cañones y Suikotsu regresa rápidamente para proteger a los huérfanos . Los Siete Guerreros intentan despertar la personalidad guerrera de Suikotsu, quien estaba junto a Kikyo. Jakotsu despierta al Suikotsu guerrero atacando a Yuuta y Chiyo, pero el médico se interpone, siendo cortado por la Espada Serpiente, lo que hace despertar su personalidad guerrera y así atacar a Yuuta, Inuyasha salva al pequeño de manos de Suikotsu, quien comienza a luchar contra Inuyasha tras recibir sus garras de Renkotsu, en un combate muy parejo de ambos, Suikotsu es detenido por Chiyo y Yuuta, así que el resto de los guerreros idean un plan para huir primera atacando a Kikyo y luego intentando matar a los niños, aunque Suikotsu detiene a Jakotsu cuando intenta hacerlo.
Kohaku lleva a Suikotsu y a los demás a reunirse con su líder, quien planeaba una rebelión contra el Terrateniente del Castillo del Norte para recuperar a Banryu, Suikotsu acaba con una gran cantidad de soldados y se queda esperando junto a los demás guerreros la llegada de Inuyasha y sus amigos en las ruinas del castillo. Durante la batalla en las ruinas del castillo del norte de los Siete Guerreros contra el grupo de Inuyasha y Koga, Suikotsu lucha contra Miroku, pero un Saimyosho llega para retirar a los Siete Guerreros de la batalla. Jakotsu y Suikotsu van en busca de Sesshomaru y especialmente de Lin, considerada como su punto débil, mientras Jakotsu lucha con Sesshomaru, Suikotsu ataca a Lin y Jaken intenta protegerla, se rompe el puente donde combatían, despertando la personalidad amable de Suikotsu quien protege a Lin en vez de atacarla. Suikotsu lleva a Lin a su orfanato, sin embargo ella se asusta al ver al mismo hombre que la había atacado, pero por su cálida apariencia de doctor lo sigue por el bosque. El fragmento de Suikotsu, a pesar de estar al pie del Monte de las Ánimas, se vuelve completamente negro, Suikotsu presenta a Lin a los niños del orfanato, pero el anciano de la aldea junto con un grupo de otros aldeanos, le pide a Suikotsu que se retire de la aldea por su personalidad guerrera. Suikotsu, atrapado entre sus dos personalidades, mata a los ancianos en frente de los niños, Jakotsu quien lo estaba esperando en su orfanato ya que había previsto su eventual transformación en médico. Suikotsu intenta matar a los niños, pero no puede, así que va con Jakotsu dentro de la barrera del monte para dificultar el trabajo de Sesshomaru para conseguir a Lin.
Sesshomaru comienza a luchar con ambos guerreros con sus habilidades considerablemente reducidas gracias a la barrera del monte, lanzando su espada a Sukotsu quien amenazaba a Lin y atacando a Jakotsu, contra quien luchaba. Suikotsu intenta matar a Lin, pero es detenido por una flecha en el cuello que lanzó Kikyo. La sacerdotisa despierta nuevamente al doctor al purificar el fragmento con su flecha. El doctor Suikotsu pide a Kikyo que le quite sus fragmentos para no poder hacer más daño con la personalidad malvada que poseía, poco antes de que Kikyo lo hiciera luego de que Suikotsu le revelara su pasado, el fragmento es arrebatado por Jakotsu y su espada, volviendo a ser un cadáver. El pecado capital que lo representa es la Ira

## Ginkotsu
Ginkotsu (銀骨?) es uno de los más fuertes de los siete. Gin significa "plata" y kotsu significa "huesos". Su apariencia es la de un Robot de metal, tiene la habilidad de disparar torpedos y balas. De pocas palabras, es comúnmente oído decir simplemente "si, si, si , si" pero cuando se molesta, se burla de sus oponentes, o al hablar con Renkotsu usando palabras normales. Luego de unos pequeños ajustes y cambios de aceite por parte de Renkotsu, Ginkotsu se dirige a atacara a Inuyasha, quien protegía a sus amigos envenenados junto a Shippo y Kirara. El Reverendo y Shouji caminaban por el bosque cuando en la cascada se encuentran con una luz que los ataca, Ginkotsu aparece enfrente de ellos y ambos salen corriendo. Inuyasha llevaba a sus amigos a un lugar seguro cuando es atacado por sierras voladoras, prefiere huir antes de arriesgar a sus amigos, así que entra en el bosque, pero Ginkotsu dispara hacia el cielo una gran cantidad de bombas que queman gran parte del bosque. Inuyasha encuentra una cueva en la que deja a Aome, Miroku y Sango, dejando a Shippo y Kirara cuidándolos mientras va a enfrentar a Ginkotsu guiado por el resplandor del metal, pero el resplandor era una trampa para que Ginkotsu ganara tiempo de ir a atacar al resto del grupo de Inuyasha. Kirara se enfrenta a Ginkotsu pero es atrapada por su Brazo-cadena y resulta muy lastimada. Inuyasha regresa y lucha con Ginkotsu, quien le revela que sus amigos tienen sólo hasta el atardecer de vida a causa del veneno de Mukotsu. Inuyasha pide a Shippo y a Kirara que se lleven a los demás a un lugar seguro. Inuyasha y Ginkotsu comienzan a luchar nuevamente y la espada de Inuyasha es atrapada por los hilos metálicos de Ginkotsu, los que envía con sus sierras, Inuyasha guarda a Colmillo de Acero para acercarse a Ginkotsu y así atacarlo sin intervención de los hilos metálicos. Ginkottsu dispara su cañón, pero Inuyasha lo esquiva y lo ataca con el Viento cortante. Ginkotsu sobrevive a esta batalla y es despertado por Myoga, quien en su cuervo sigue rastros del grupo de Inuyasha. Ginkotsu ataca a Inuyasha mientras estaba en el Templo de Renkotsu, engañado por éste, quien había mezclado su olor a cadáver y tierra con el del sacerdote que había matado. Ginkotsu va al templo de Inuyasha y lo ataca con flechas con hilos metálicos, sin embargo Inuyasha le corta un brazo metálico y se libera de las ataduras de éste. Renkotsu revela su plan a Inuyasha y reconoce haber quemado el templo y robado los fragmentos de Aome. Inuyasha intenta derrotar a Renkotsu con su espada, pero es detenido por el hacha-cadena de Ginkotsu, siendo atacado por los dos guerreros al mismo tiempo. Ginkotsu prepara su taladro para destruir a Inuyasha mientras éste es quemado por los hilos de Renkotsu, Inuyasha lanza su espada a Ginkotsu, deteniendo su taladro con la cadena, ambos guerreros confiados de que Inyasha estaba indefenso bajan la guardia e Inuyasha con sus Garras de Acero logra escaparse y recuperar su espada, por lo que usa el Viento Cortante y hace estallar a Ginkotsu, ignorando a Renkotsu para ir a rescatar a su grupo. Unos Saimyosho llegan a buscar la cabeza de Ginkotsu llevándosela lejos del templo. Renkotsu es visto con Jakotsu en una cueva que utilizaba de refinería, donde construyen un nuevo cuerpo a Ginkotsu.
Ginkotsu, Renkotsu y Jakotsu atacan la aldea donde se encuentra el Orfanato de Suikotsu, para recuperar la personalidad guerrera del doctor Suikotsu, quien era investigado por Kikyo a causa de su fragmento puro. Ginkotsu ataca a Kikyo y a Suikotsu con su doble cañón y luego de que la personalidad guerrera de Suikotsu despertara frente a Yuuta y Chiyo ataca a Kikyo quien estaba tendida en el suelo, pero Miroku con la ayuda de Kirara logra rescatarla, sin embargo los guerreros aprovechan esto y huyen para evitar la intervención del Monte de las Ánimas en el comportamiento de su camarada. Posteriormente se reúnen con Bankotsu y atacan el Castillo del Norte para recuperar a Banryu, matando al terrateniente, al guardia y al Capitán Samurai del Castillo, quienes les habían dado muerte. Luego en las ruinas del castillo hay una batalle entre el grupo de Inuyasha junto a Koga contra los Siete Guerreros, luchando Ginkotsu contra Kirara en una batalla que el grupo de Inuyasha tenía clara ventaja, Inuyasha usa el viento cortante contra Bankotsu, pero Ginkotsu lo detiene con sus hilos metálicos, impidiéndole a Inuyasha dar muerte al líder de los siete, los Saimyosho aparecen en la batalla y los siete guerreros se retiran. Posteriormente él y Renkotsu vuelven al Monte de las ánimas, donde se encuentra a Koga, quien los estaba buscando, aprovechando la barrera Ginkotsu ataca por orden de Renkotsu a Koga y su grupo. Koga comienza a luchar contra Renkotsu y Ginkotsu, pero tenía las piernas heridas a causa de un disparo de cañón de Ginkotsu. Ginkotsu y Renkotsu se esconden en la barrera del monte de las ánimas y es atacado por Ginkotsu, pero Koga se acerca e intenta quitarle los fragmentos a Renkotsu y atasca los cañones de Ginkotsu, destruyendo su cuerpo cuando intenta disparar otra vez, luego de esto, Ginkotsu saca todo el armamento que posee para disparar a Koga, pero todos sus disparos son esquivados por el lobo que lo ataca, Ginkotsu se transforma en una especie de Jet que abandona su cuerpo y ataca a Koga con un disparo de fuego, pero Koga lo atrapa y lo lanza hacia el suelo, para impedir que lastimaran a su hermano Renkotsu decide autodestruirse, dañando gravemente a Koga. Renkotsu se queda con el fragmento de Ginkotsu para sanar sus heridas y escapar. En el manga sin embargo, sólo se autodestruye luchando con Koga, no saca nuevas armas ni intenta proteger de forma explícita a Renkotsu.
Despliega cables para prevenir que su enemigo se mueva, lanza una como grúa que atrapa a sus enemigos y los lanza hacia él para 
golpearlos. Tiene además discos afilados que cortan a un enemigo y regresan hacia él. Además lanza cañones y 
pólvora las cuales actúan como cohetes. El pecado capital que lo representa es la Avaricia.

## Renkotsu
Renkotsu (煉骨?) es el segundo al mando de los Shichinintai y el más listo del grupo, pero también es ambicioso. Respeta a su líder como cualquier otro miembro de los Shichinintai. Ren se relaciona a "trabajo metálico" y kotsu significa "huesos".
Las marcas en su cara significan Decepción. Esto puede relacionarse a su aparente habilidad de hacer desaparecer sus marcas para engañar a Inuyasha haciéndolo confiar en él y dejarlo sólo con los envenenados e inconscientes Kagome, Miroku y Sango. Esto también puede ser relacionado con como es visto traicionando a Bankotsu.
Luego de su resurrección gracias a los fragmentos que entregó Naraku a Bankotsu. Inmediatamente después de su resurrección se queda en su herrería reparando a Ginkotsu.
Elabora una estrategia para derrotar a Inuyasha y sus amigos atacando al sacerdote de un templo budista y a todos los monjes que había en él luego de enviar a Ginkotsu recién reparado a atacar a Inuyasha y sus amigos envenenados por Mukotsu. Mientras Inuyasha lucha con Ginkotsu, Shippo y Kirara cuidan a sus camaradas envenenados y los llevan al templo que había atacado Renkotsu. Aome se da cuenta de que es una trampa y que Rankotsu es miembro de los Siete Guerreros, pero no puede hablar debido al efecto del veneno. Renkotsu utiliza un incienso con el que hace dormir a todos. Inuyasha derrota a Ginkotsu con su viento cortante y se dirige al templo guiado por su olfato, al llegar allí encuentra a Renkotsu disfrazado como el monje que estaba enterrando cadáveres de otros monjes, por lo que pasa desapercibido el olor a tierra y cadáveres propio de los Siete Guerreros. Inuyasha confía en la historia de Renkotsu que era un sacerdote que permaneció oculto durante el ataque de los Siete Guerreros y quería reivindicarse, por esta razón le explica la posible relación entre los Guerreros y Naraku hasta que llega Ginkotsu a atacar el templo. Mientras Inuyasha lucha contra Ginkotsu en la entrada del templo, Renkotsu toma los dos fragmentos de Aome y genera un incendio en el templo, luego de esto ayuda a Ginkotsu en el combate revelando su elaborado engaño, Inuyasha al ver el incendio se apresura y derrota a Ginkotsu e ignora a Renkotsu, quien prefiere no interponerse en su camino. Inuyasha, Shippo y Myoga cuidan en los restos del templo a Miroku, Sango y Aome.
Renkotsu vuelve a su herrería, donde reconstruye a Ginkotsu dándole la forma de un tanque aracnoide y van al Orfanato de Suikotsu a recuperar la personalidad guerrera del médico Suikotsu. En esta batalla envía a Jakotsu a buscar a Suikotsu mientras él lucha contra el grupo de Inuyasha, aprisionándolos en una Red de Fuego. El orfanato estaba siendo protegido por Kikyo, quien participa en la batalla, así que cuando la personalidad guerrera de Suikotsu comienza a flagelar a causa del monte de las ánimas ordena a Ginkotsu aplastar a Kikyo, quien es rescatada a tiempo por Mitroku, Renkotsu se queda luchando con Kirara para que Miroku pueda salvar a Kikyo. Luego de los constantes flagelos de personalidad de Suikotsu deciden escapar de la batalla para luego encontrarse con su líder Bankotsu. Va junto a su líder a recuperar a Banryu al Castillo del Norte. Se quedan en las ruinas del viejo castillo esperando al grupo de Inuyasha para luchar con ellos, pero antes de eso llega Koga. Luego de la llegada del grupo de Inuyasha. Él ordena a Ginkotsu matar a Aome, ya que sabe que él fue quien robó sus fragmentos y podría derrotarlo con Naraku, pero Koga la protege. Renkotsu se queda luchando contra Koga utilizando su látigo de fuego hasta que los Saimyosho retiran a los Siete Guerreros. Los Siete Guerreros llegan al monte de las ánimas junto a Kagura, Kohaku y Kanna, esta última aconseja reparar la alabarda rota de Bankotsu, Bankotsu amenaza a Renkotsu para quitarle los fragmentos que robó de Aome y le dice que no le dará otra oportunidad, ya que si sucede otra vez lo matará.
Renkotsu se dirige con Ginkotsu al monte de las ánimas a derrotar a Koga, debido a que la barrera incrementa su poder, Koga es incapaz de ver a sus enemigos tras ella. Renkotsu ordena a Ginkotsu atacar las piernas de Koga, ataque que también daña a Hakkaku y Ginta. Koga recuerda cómo mató a Kyokotsu, es decir quitando su fragmento, así que Renkotsu ordena a Ginkotsu volver al campo, desde donde lo ataca con sus hilos de acero con fuego. Koga se entierra y se interpone en el campo para que los guerreros no vuelvan a entrar e intenta arrebatarle el fragmento de Shikon a Renkotsu, dejándolo gravemente herido y atascando el cañón de Ginkotsu. Ginkotsu se autodestruye hiriendo a Koga y a Renkotsu y dejándole el fragmento a este último. Renkotsu intenta avanzar, pero su herida es muy grave como para seguir moviéndose, así que usa el fragmento de Ginkotsu, pensando en acabar con Bankotsu en el caso que su líder quisiera quitarle el fragmento. Renkotsu manda a un Saimyosho para alejar a Inuyasha de Aome y el herido Koga, llena el río con aceite y prende fuego, creando una barrera por el río de fuego que se origina. Renkotsu lanza un remolino de fuego, pero Inuyasha vuelve a tiempo para protegerla, dejándole a Aome y Shippo su chaqueta hecha de pelaje ratas de fuego. Inuyasha intenta atacarlo, pero es derrotado por los disparos de su Bazuca, los que recibe en el aire. Kirara lo va a rescatar, pero es atacada por la ametralladora de Renkotsu, luego dispara sobre la cueva y confiado va a quitar los fragmentos de Koga, pero ninguno estaba muerto ya que Aome los cubrió con la chaqueta de Inuyasha. Renkotsu los amenaza con explosivos. Inuyasha y Koga trabajan en equipo para sacar a Renkotsu de la cueva. Renkotsu detona los explosivos en el río para poder huir e Inuyasha sobrevive gracias a su sangre híbrida. Tras esta batalla Renkotsu se encuentra con Bankotsu, quien parece no estar preocupado por la traición que Renkotsu había cometido al no entregarle el fragmento de Ginkotsu.
Inuyasha ingresa al campo del Monte para rescatar a Sango y Miroku y es atacado nuevamente por Renkotsu, quien lo obliga a entrar aún más, purificando su esencia demoníaca y volviéndolo humano, por lo que lo persigue atacándolo con sus balas. Inuyasha escapa por una grieta que había en el monte y Jakotsu llega a hablar con Renkotsu pensando en un nuevo nombre para su escuadrón de tres guerreros. Renkotsu cegado por su ambición manda a Jakotsu a luchar contra Inuyasha humano, esperando que este lo mate y así quedarse con su fragmento pero se decepciona al ver que Inuyasha está perdiendo. El Santo Hakushin quita el campo del monte de las ánimas al escapar del Agujero Negro de Miroku, lo que hace que Inuyasha recupere sus poderes y derrote a Jakotsu. Renkotsu llega a quitarle el fragmento al malherido Jakotsu y uno de los Saimyosho rescata el pinche del cabello de Jakotsu para enseñárselo a Bankotsu.
Renkotsu intenta luchar contra Bankotsu, pero su líder antes de que lograra darse cuenta le arrebata los fragmentos sin siquiera mirarlo, Renkotsu critica a Bankotsu por querer quedarse con todos los fragmentos de sus subordinados y que tarde o temprano él también asesinaría a Jakotsu para quedarse con sus fragmentos, Bankotsu le devuelve ambos fragmentos a Renkotsu y le asegura que no utilizaría a Banryu para luchar con él si quiere ponerlo a prueba y luego de una batalla totalmente a favor del líder de los guerreros, Bankotsu le quita los tres fragmentos a Renkotsu y afirma que su fuerza la debe a no traicionar a sus camaradas. El pecado capital que lo representa es la Envidia
Habilidades y Armas:
Es un experto en herrería, metalurgia, explosivos y un gran estratega, además de manipular el fuego a su antojo. Sus habilidades y armas son:
Cantimplora: Tiene una cantimplora en su brazo con un líquido altamente combustible que al beberlo y luego escupirlo genera fuego.
Hilos de Fuego: Maneja con sus dedos hilos metálicos de fuego, capaces de aprisionar a sus enemigos.
Redes de Fuego: Con sus dedos entrelaza los hilos formando redes en llamas que envuelven a sus oponentes.
Escupir Fuego: Renkotsu es capaz de escupir fuego al beber el líquido de sus cantimplora.
Látigo de Fuego: Con uno de sus hilos forma un látigo muy veloz que utiliza como arma. Es usado sólo contra Koga en el Castillo del Norte.
Río de Flamas: Idea esta estrategia para atrapar a Aome y Koga al pie del monte de las ánimas, consiste en lanzar aceite en el río y luego prender fuego en él, formando una capa de fuego sobre el río.
Cantimplora Gigante: Lanza un remolino de fuego desde ella.
Bazuca: Es un arma elaborada por él mismo.
Ametralladora: Otra de las armas de alto calibre de Renkotsu
Explosivos: Usa explosivos creados por él mismo con apariencia de dinamita.
- Datos: Q3543418